# Landkreis Riesa-Großenhain
Der Landkreis Riesa-Großenhain war von 1994 bis 2008 ein Landkreis im Nordosten des Freistaates Sachsen. Nachbarkreise waren im Norden die brandenburgischen Landkreise Elbe-Elster und Oberspreewald-Lausitz, im Osten der ehemalige Landkreis Kamenz, im Süden der ehemalige Landkreis Meißen und im Westen die ehemaligen Landkreise Döbeln und Torgau-Oschatz.

## Geschichte
Der Landkreis entstand am 1. August 1994 durch Zusammenlegung der Landkreise Riesa und Großenhain. Am 1. August 2008 wurde er zusammen mit dem Landkreis Meißen (1996–2008) zum neuen Landkreis Meißen vereint, dessen Kreisstadt Meißen ist.

## Politik
Der letzte Landrat des Kreises Riesa-Großenhain war Rainer Kutschke (CDU).

### Kreistag
- PDS: 12
- SPD: 6
- Grüne: 2
- FDP: 4
- CDU: 26
- DSU: 3
- FPD: 1

Die 54 Sitze im Kreistag verteilten sich zuletzt folgendermaßen auf die einzelnen Parteien:
| Partei | Sitze |
| ------ | ----- |
| CDU    | 26    |
| LINKE  | 12    |
| SPD    | 6     |
| FDP    | 4     |
| DSU    | 3     |
| GRÜNE  | 2     |
| FPD    | 1     |

## Wappen
Mit der Fusion der Landkreise Riesa und Großenhain zum Landkreis Riesa-Großenhain wurde 1994 ein gemeinsames Kreiswappen notwendig. Der grüne Lindenzweig mit silbernem, der schwarze Löwe auf goldenem, und das gelbe Zahnrad mit blauem Hintergrund bildeten seit 1996 das Wappen für den Landkreis Riesa-Großenhain.
- Der grüne Lindenzweig, der schon ab 1623 im Riesaer Wappen enthalten war, steht als Natursymbol dafür, dass Landschaft und Umwelt im vereinigten Landkreis Riesa-Großenhain mit großer Sorgfalt geschützt werden.
- Der schwarze Löwe mit seiner roten Bewehrung, der schon im Wappen von Großenhain enthalten war, steht gleichfalls für die frühere Zugehörigkeit beider Regionen zur Mark Meißen.
- Das Zahnrad deutet auf die lange Industrietradition, die vor allem von Eisen und Stahl, Textilerzeugung und Maschinenbau erzählt.

## Wirtschaft
Die Region, einst jahrhundertealter Stahlstandort (Riesa) und landwirtschaftlich geprägte Region (Großenhain) wurde durch das Wegbrechen des bisherigen Wirtschaftsgefüges nach der Wende völlig verändert. So entstanden zwar seit der Mitte der 1990er-Jahre zahlreiche Unternehmen, diese konnten aber nicht die weggefallenen Arbeitsplätze kompensieren. Im Kreis gab es zuletzt 15 Industrie- und Gewerbegebiete.
Folgende Firmen besaßen überregionale Bedeutung:
- ESF Elbe-Stahlwerke Feralpi GmbH in Riesa
- WACKER-Chemiewerk in Nünchritz
- Teigwaren Riesa GmbH
- Funke & Will AG Fertigung des YES-Roadsters Großenhain
- Pneumantwerke Riesa
- BuS Elektronik GmbH & Co. KG Riesa
- Kappus Seifen GmbH Riesa & Co
- Ölwerke Riesa GmbH & Co. KG
- Elbbinnenhafen Riesa
- STEMA Metalleichtbau GmbH Großenhain
- Polartherm Flachglas GmbH Großenhain
- Fischbach Kunststofftechnik KG

## Verkehr
Autobahnen
1. A 13

Bundesstraßen
1. B 6
2. B 98
3. B 101
4. B 169
5. B 182

Eisenbahnstrecken
1. Leipzig–Riesa–Dresden
2. Berlin–Doberlug-Kirchhain–Großenhain–Dresden
3. Chemnitz–Riesa
4. Chemnitz–Riesa–Berlin
5. (Dresden–)Priestewitz–Großenhain Cottb. Bhf.–Ruhland–Cottbus
6. Riesa–Falkenberg/Elster (Bahnverkehr im Dezember 2004 eingestellt)
7. Riesa–Lommatzsch–Nossen (stillgelegt)

## Städte und Gemeinden
(Einwohnerzahlen vom 31. Dezember 2006)
| Städte 1. Gröditz (7.715) 2. Großenhain (15.965) 3. Riesa (36.140) 4. Strehla (4.143) Verwaltungsgemeinschaften - Verwaltungsgemeinschaft Gröditz mit den Mitgliedsgemeinden Gröditz und Nauwalde - Verwaltungsgemeinschaft Nünchritz mit den Mitgliedsgemeinden Glaubitz und Nünchritz - Verwaltungsgemeinschaft Röderaue-Wülknitz mit den Mitgliedsgemeinden Röderaue (VG-Sitz) und Wülknitz - Verwaltungsgemeinschaft Schönfeld mit den Mitgliedsgemeinden Lampertswalde, Schönfeld und Weißig a. Raschütz - Verwaltungsgemeinschaft Thiendorf mit den Mitgliedsgemeinden Tauscha und Thiendorf - Verwaltungsgemeinschaft Zabeltitz mit den Mitgliedsgemeinden Wildenhain und Zabeltitz | Gemeinden 1. Ebersbach (4.853) 2. Glaubitz (2.066) 3. Hirschstein [Sitz: Prausitz] (2.428) 4. Lampertswalde (1.984) 5. Nauwalde [Sitz: Spansberg] (1.098) 6. Nünchritz (6.504) 7. Priestewitz (3.530) 8. Röderaue [Sitz: Frauenhain] (3.270) 9. Schönfeld (2.032) 10. Stauchitz (3.485) 11. Tauscha (1.498) 12. Thiendorf (2.254) 13. Weißig a. Raschütz [Sitz: Blochwitz] (957) 14. Wildenhain (1.723) 15. Wülknitz (1.820) 16. Zeithain (6.491) |

## Kfz-Kennzeichen
Am 1. August 1994 wurde dem Landkreis das seit dem 1. Januar 1991 für den Landkreis Großenhain gültige Unterscheidungszeichen GRH zugewiesen. Dieses wurde am 1. Januar 1995 vom neuen Unterscheidungszeichen RG abgelöst, das bis zum 31. Juli 2008 ausgegeben wurde. Aufgrund der Kennzeichenliberalisierung ist es seit dem 9. November 2012 im Landkreis Meißen erhältlich.
Bis etwa zum Jahr 2000 erhielten Fahrzeuge aus den Teilkreisen besondere Erkennungsnummern:
| Gebiet               | Buchstaben | Zahlen    |
| -------------------- | ---------- | --------- |
| Teilkreis Großenhain | A bis L    | 1 bis 999 |
| Teilkreis Großenhain | AA bis LZ  | 1 bis 99  |
| Teilkreis Riesa      | M bis Z    | 1 bis 999 |
| Teilkreis Riesa      | MA bis ZZ  | 1 bis 99  |